# Asplanchna sieboldii
Asplanchna sieboldii is een raderdiertjessoort uit de familie Asplanchnidae. De wetenschappelijke naam van deze soort is voor het eerst geldig gepubliceerd in 1854 door Leydig.